# ویکی پدیا:دانشنامه آزاد
بیانیه ای از جیمی «جیمبو» ولز، یکی از بنیانگذاران ویکی پدیا.
یک دایرةالمعارف آزاد، مانند هر شکل دیگری از دانش آزاد، می‌تواند آزادانه، بدون کسب اجازه از کسی، خوانده شود. دانش رایگان را می‌توان آزادانه با دیگران به اشتراک گذاشت. دانش رایگان را می‌توان با نیازهای خود منطبق کرد. و نسخه‌های اقتباس شده شما را می‌توان آزادانه با دیگران به اشتراک گذاشت.
ویکی‌پدیا یک وب‌سایت عظیم ایجاد می‌کند که پر از دانش شگفت‌انگیز است. اگر بخواهد این وب سایت را با استفاده از نرم‌افزار اختصاصی تولید کند، موانع بالقوه غیرقابل عبوری را در مقابل کسانی قرار می‌دهد که می‌خواهند دانش ما را بگیرند و همان کاری را که ما انجام می‌دهیم انجام دهند. اگر برای ایجاد نسخه خود از آثار ما نیاز به دریافت مجوز از یک فروشنده نرم‌افزار اختصاصی دارید، واقعاً آزاد نیستید.
در مورد فرمت‌های فایل‌های اختصاصی، وضعیت حتی بدتر است. می‌توان استدلال کرد که تا زمانی که محتوای ویکی‌مدیا را می‌توان به راحتی در برخی از نرم‌افزارهای آزاد موجود بارگذاری کرد، استفاده داخلی آن از نرم‌افزار اختصاصی چندان بد نیست. ارائه اطلاعات در قالب اختصاصی یا دارای حق ثبت اختراع، تعهد به آزادی را نقض می‌کند و دیگرانی را که می‌خواهند از " دانش رایگان " استفاده کنند مجبور می‌شود خودشان از نرم‌افزار اختصاصی استفاده کنند که آزادی آنها را محدود می‌کند.
هدف جامعه ویکی مدیا این است که پیشرو انقلاب دانشی باشد که جهان را متحول خواهد کرد. آنها نوآوران و رهبران پیشرو در جنبشی جهانی برای رهایی دانش از محدودیت‌های اختصاصی هستند. صد سال بعد، ایده یک کتاب درسی یا دایرةالمعارف اختصاصی به همان اندازه عجیب و غریب و دور از ذهن به نظر می‌رسد که ما اکنون به استفاده از زالو در علم پزشکی فکر می‌کنیم.
از طریق این کار، تک تک افراد روی کره زمین به دانش رایگان و کم هزینه دسترسی آسانی خواهند داشت تا آنها را قادر سازد تا هر کاری را که می‌خواهند انجام دهند. ویکی‌پدیا (همراه با پروژه‌های خواهرش) به یکی از بزرگ‌ترین وب‌سایت‌های جهان با استفاده از مدلی از عشق و همکاری تبدیل شده‌است که هنوز تقریباً برای جهان گسترده‌تر ناشناخته است. اما به دلیل اصول و دستاوردهایش شناخته شده‌است - زیرا این اصول هستند که دستاوردها را ممکن می‌کنند.
به همین دلیل است که بنیاد ویکی‌مدیا همیشه از نرم‌افزار رایگان در تمام رایانه‌هایی که در اختیار دارد استفاده می‌کند، و همیشه بهترین تلاش خود را برای اطمینان از رایگان بودن دانش رایگان به کار می‌گیرد، زیرا مردم مجبور نیستند از نرم‌افزار اختصاصی برای خواندن استفاده کنند. اصلاح کنند و آن را به دلخواه خود توزیع کنند.